# Communauté rurale de Ouadiour
La communauté rurale de Ouadiour est une communauté rurale du Sénégal située à l'ouest du pays. 
Elle fait partie de l'arrondissement de Ouadiour, du département de Gossas et de la région de Fatick.
Lors du dernier recensement, la CR comptait 10 538 personnes et 1 192 ménages.